# José Antonio Maravall

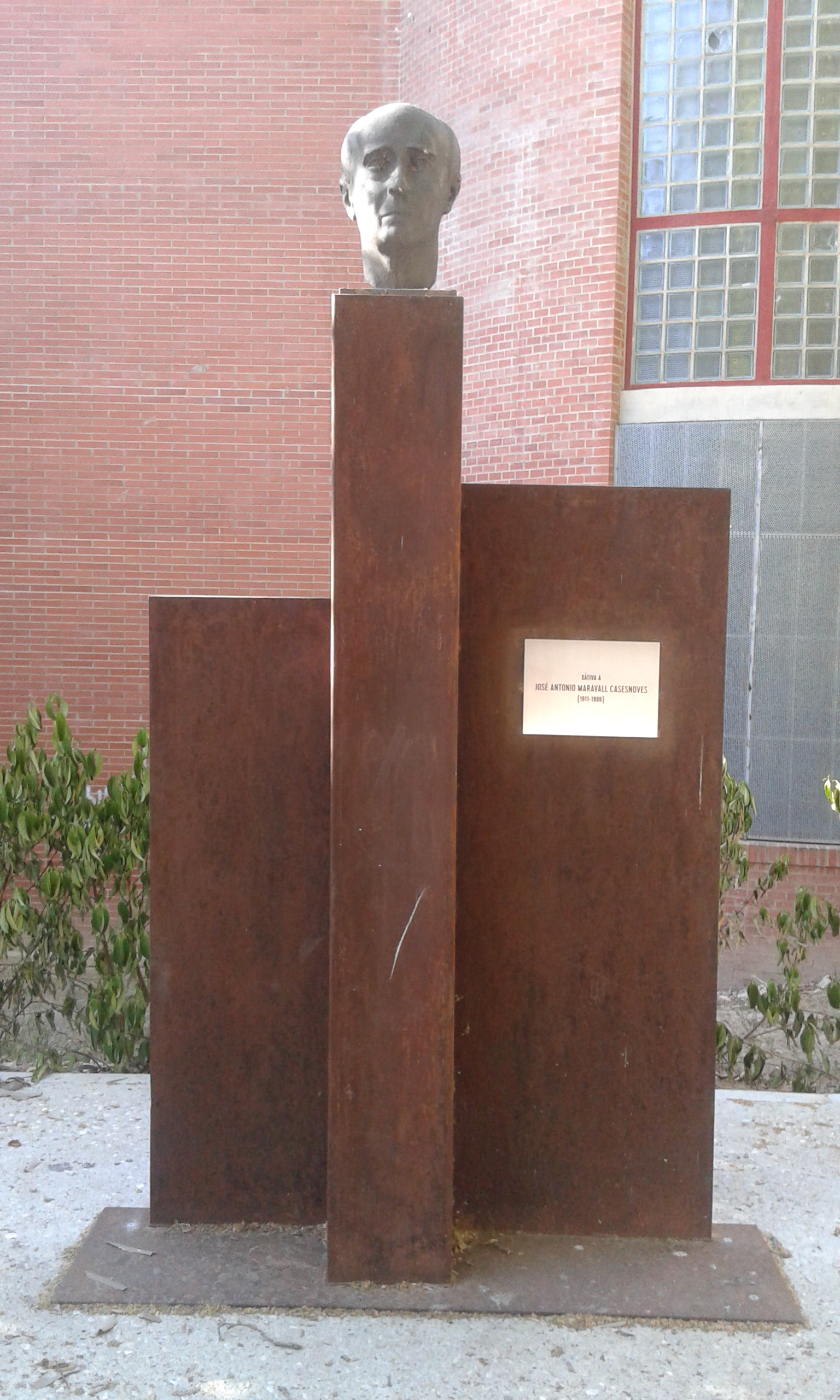
Busto de José Antonio Maravall, no Instituto que leva seu nome, Madrid, Espanha

José Antonio Maravall Casesnoves (12 de Junho de 1911, Játiva – 19 de Dezembro de 1986, Madrid) foi um historiador e ensaísta espanhol associado ao movimento Geração de '36 . Foi uma das figuras centrais na História das Ideias na Espanha da segunda metade do século XX.

## Biografia
Maravall estudou Filosofia e Direito na Universidade de Múrcia, onde completou sua graduação final em Ciência Política e Economia na Universidade Central, e teve como professor Jose Ortega y Gasset. É importante destacar que seu pai, engenheiro de profissão, havia sido prefeito de Játiva e posteriormente decidiu se mudar com a família para Madrid para dar a José Antonio e seus irmãos Héctor e Darío Maravall a melhor formação universitária possível. Em junho de 1931 foi nomeado delegado da Junta de Missões Pedagógicas.
Seguiu a carreira docente em universidades da Espanha e no exterior, além de ter atuado fortemente no campo cultural. Foi chefe de departamento na Universidade de La Laguna e na Universidade Complutense de Madrid. Também se tornou membro da Real Academia de la Historia e presidente da Asociación Española de Ciencias Históricas.
Na Espanha franquista, Maravall evitou alguns dos tópicos politicamente mais sensíveis em sua obra. Escreveu poesia durante este período e fundou a revista literária Nueva Revista ("Nova Revista") junto com José Antonio Muñoz Rojas e Leopoldo Panero. Foi diretor do Colégio da Espanha em Paris entre 1949 e 1954.
A obra de Maravall sobre a História da Espanha é fundamental, sendo ele considerado uma das principais autoridades no Antigo Regime no país. Em 1987 recebeu o Premio Nacional de Ensayo do Ministério da Cultura espanhol. A Universidade de Toulouse lhe concedeu o título de doutor honoris causa em reconhecimento ao seu trabalho.
Seu filho, José María Maravall, foi ministro da Educação no primeiro governo de Felipe González na Espanha, em 1982.

## Obras
- El humanismo de las armas en Don Quijote (1948).
- El concepto de España en la Edad Media (1954), Centro de Estúdios Políticos y Constitucionales, 1997 ISBN 978-84-259-0650-3.
- La historia y el presente (1955)
- Teoría del saber histórico (1958), Biblioteca Nueva, 2008, ISBN 978-84-974-2-717-3.
- Ortega en nuestra situación (1959).
- Menéndez Pidal y la historia del pensamiento (1960).
- Velázquez y el espíritu de la modernidad (1960), Centro de Estúdios Políticos y Constitucionales, 1999 ISBN 978-84-259-1084-5.
- Carlos V y el pensamiento político del Renacimiento (1960), Boletín Oficial del Estado, 1999 ISBN 978-84-340-1123-6.
- Las Comunidades de Castilla. Una primera revolución moderna (1963), Ediciones Altaya, 1998 ISBN 978-84-487-0901-3.
- El mundo social de "La Celestina" (1964), Gredos, 1986 ISBN 978-84-249-0268-1.
- Antiguos y modernos. La idea de progreso en el desarrollo inicial de una sociedad (1966), Alianza Editorial, 1998 ISBN 978-84-206-2917-9.
- Estado Moderno y mentalidad social: siglos XV al XVII, Madrid, Revista de Occidente, 1972.
- La oposición política bajo los Austrias (1972).
- Teatro y literatura en la sociedad barroca (1972), Crítica, 1990 ISBN 978-84-7423-434-3.
- La cultura del Barroco. Análisis de una estructura histórica (1975), Ariel, 2002 ISBN 978-84-344-8339-2.
  - Traduzido para o português por Silvana Garcia como A cultura do Barroco: análise de uma estrutura histórica, São Paulo: EDUSP, 1997 ISBN 978-85-314-0414-6.
- Utopía y contrautopía en "El Quijote" (1976), Visor Libros, 2006 ISBN 978-84-7522-793-1.
- Poder, honor y élites en el siglo XVII (1979), Siglo XXI de España Editores, 1989 ISBN 978-84-323-0365-4.
- Utopía y reformismo en la España de los Austrias (1982).
- Estudios de Historia del pensamiento español. Edad Media (Agencia Española de Cooperación Internacional, 1983), ISBN 978-84-7232-313-1, artigos.
- Estudios de Historia del pensamiento español. La época del Renacimiento (Agencia Española de Cooperación Internacional, 1984), ISBN 978-84-7232-329-2, artigos.
- Estudios de Historia del pensamiento español. El siglo del Barroco (Agencia Española de Cooperación Internacional, 1984), ISBN 978-84-7232-335-3, artigos.
- La literatura picaresca desde la historia social (Taurus, 1986), ISBN 978-84-306-1265-9.
- El mundo social de La Celestina, Madrid, Gredos, 1986.
- Poder, honor y élites en el siglo XVII , Madrid, Siglo XXI, 1989.
- Estudios de Historia del pensamiento español. Siglo XVIII (Mondadori, 1991), artigos.
- Teoría del Estado en España en el siglo XVII, Centro de Estúdios Políticos y Constitucionales, 1997 ISBN 978-84-259-1020-3.
- Escritos de historia militar, Ministério de Defensa. Centro de Publicaciones, 2007 ISBN 978-84-923067-6-3.